# Gerhard Soor
Gerhard Karl Soor (* 22. September 1913 in Berlin; † 1995 in Bad Hersfeld) war ein deutscher Schauspieler bei Bühne, Film und Fernsehen.

## Leben und Wirken
Soor besuchte das Realgymnasium in seiner Heimatstadt Berlin, erhielt dort auch seine künstlerische Ausbildung und wirkte hier in der zweiten Hälfte der 1930er Jahre als Spielwart an kleinen Bühnen wie dem Naturtheater Friedrichshagen und dem Theater der Jugend. Während des Zweiten Weltkriegs war er als Inspizient von Heinrich Georges Schillertheater tätig. Die Nachkriegszeit begann Gerhard Soor als Inspizient am Theater am Schiffbauerdamm, wo man ihn nunmehr auch als Schauspieler einsetzte. Weitere Engagements brachten ihn unter anderem an Bühnen in München, Bern und Düsseldorf. Gastspielreisen führten Soor nach Schottland, England, Irland sowie nach Kanada und in die Vereinigten Staaten. 
Abgesehen von einem vereinzelten bundesdeutschen Kinofilmauftritt 1955 und zwei DEFA-Produktionen 1957 stand Gerhard Soor erst spät, ab 1967, regelmäßig vor Kameras. In den kommenden zwei Jahrzehnten spielte der Berliner Nebenrollen in einer Reihe von Fernsehfilmen, die aber künstlerisch kaum aus dem Rahmen des Üblichen fielen. Gerhard Karl Soor, der eine Tochter aus der Ehe mit der Sängerin Gerda Wendt hatte, verstarb 1995.

## Filmografie
- 1955: Herr über Leben und Tod
- 1957: Berlin – Ecke Schönhauser…
- 1957: Gejagt bis zum Morgen
- 1963: Feuerwerk
- 1967: Pension Clausewitz
- 1968: Götz von Berlichingen
- 1968: Jagdszenen aus Niederbayern
- 1969: Cäsar und Cleopatra
- 1971: Kassensturz
- 1974: Der Lügner
- 1974: Pusteblume
- 1978: Ein Mann will nach oben (TV-Mehrteiler, eine Folge)
- 1983: Der Snob
- 1986: Detektivbüro Roth (TV-Serie, eine Folge)
- 1986: Didi – Der Untermieter (TV-Serie, eine Folge)